# Nesomyidae
Nesomyidae е семейство африкански гризачи от Субсахарска Африка и Мадагаскар.

## Разпространение и местообитание
Представителите на семейството обитават Африка на юг от пустинята Сахара като тези от подсемейство Nesomyinae се срещат само на остров Мадагаскар. Видовете са приспособени към различни типове местообитания като гори, храсталаци, пасища, савана, обработваеми земи и блатисти местности. Съществуват видове които са приспособени за живот при сухи климатични условия, а други напротив – във влажни условия. Разпространени са от нивото на океана до надморска височина от 4300 метра.

## Описание
Таксонът включва разнообразни видове гризачи. Широкият спектър от физически характеристики в тази група е резултат от широкия спектър от местообитания и начин на живот, към който видовете са адаптирани. В общи линии представителите на външен вид наподобяват на плъхоподобните гризачи, полевки или хамстери. Обикновено тялото е два пъти по-дълго от дължината на главата. Дължината на ушите варира от много дълги до съвсем къси. Най-дребният представител е Delanymys brooksi, чиято обща дължина на тялото е едва 50 – 63 mm и с тегло от 5,2 – 6,5 грама. Най-едрият представител е Saccostomus campestris с дължина от 450 mm и тегло до 2,8 kg. При някои видове има изразен полов диморфизъм, при който мъжките екземпляри са по-едри от женските, а при други видове липсва такъв. Всички са гъсто окосмени, с широка гама на оцветяване на козината. Обикновено повечето от представителите са оцветени с кафяв или сив цвят. При едни от видовете опашката е гола, а при други е добре окосмена.

## Начин на живот
Гризачите от семейство Nesomyidae биват от изцяло дървесни до напълно наземни видове. Много от тях са умели катерачи, а други копаят добре дупки под земята. Една част от видовете са нощни, други дневни, а трети са активни и в двете части на денонощието. Копаят дупки под земята или заемат вече готови, изкопани от представители на други видове. Дървесните видове заемат хралупи по дърветата. Повечето от видовете не са силно социални, въпреки че някои от тях живеят на двойки или образуват малки семейни групи. Повечето от представителите на видовете живеят поединично. Наблюдавани са сезонни миграции при някои от видовете свързани с осигуряването на храна.

## Размножаване
Размножаването сред представителите на семейството не е достатъчно проучено. Знае се, че повечето от видовете живеят поединично и не е ясно кога образуват двойки за чифтосване. За тези видове, които живеят на двойки се наблюдава моногамия, докато при останалите вероятно и полигинна или полиандрична система на размножаване. Обикновено пикът на ражданията е синхронизиран с началото на влажния сезон. Раждат от едно до десетина малки.

## Хранене
Хранителните навици при тази група гризачи са също разнородни. Съществуват видове, които са изцяло растителноядни, други са само насекомоядни, а трети са всеядни. Освен насекоми, семена, плодове и други части от растения в менюто на представителите влизат и дребни влечуги, птичи яйца, голишарчета, ракообразни и охлюви. Много от видовете складират растителна храна в дупки под земята.

## Класификация
Представителите на това семейство не винаги са били обединени таксономично в една група. Те са причислявани в семейство Мишкови. Генетичен анализ показва обаче далечното родство с тази група гризачи и това налага отделянето им в самостоятелно семейство. Днес редица автори отделят представителите на подсемейство Cricetomyinae отново към Muridae, а подсемейство Mystromyinae в Хомякови. Въпреки това обаче съвременното семейство Nesomyidae включва 6 подсемейство с 21 рода и 68 вида:
Семейство Nesomyidae
- Подсемейство Cricetomyinae
  - Род Beamys
    - Beamys hindei
    - Beamys major

  - Род Cricetomys
    - Cricetomys ansorgei
    - Cricetomys gambianus
    - Cricetomys emini
    - Cricetomys kivuensis

  - Род Saccostomus
    - Saccostomus campestris
    - Saccostomus mearnsi
- Подсемейство Delanymyinae
  - Род Delanymys
    - Delanymys brooksi
- Подсемейство Dendromurinae
  - Род Dendromus
    - Dendromus insignis
    - Dendromus kahuziensis
    - Dendromus leucostomus
    - Dendromus lovati
    - Dendromus melanotis – Тъмноуха дървесна мишка
    - Dendromus mesomelas
    - Dendromus messorius
    - Dendromus mystacalis
    - Dendromus nyasae
    - Dendromus nyikae
    - Dendromus oreas
    - Dendromus ruppi
    - Dendromus vernayi

  - Род Megadendromus
    - Megadendromus nikolausi

  - Род Dendroprionomys
    - Dendroprionomys rousseloti

  - Род Prionomys
    - Prionomys batesi

  - Род Malacothrix
    - Malacothrix typica

  - Род Steatomys
    - Steatomys bocagei
    - Steatomys caurinus
    - Steatomys cuppedius
    - Steatomys jacksoni
    - Steatomys krebsii
    - Steatomys opimus
    - Steatomys parvus
    - Steatomys pratensis
- Подсемейство Mystromyinae
  - Род Mystromys
    - Mystromys albicaudatus
- Подсемейство Nesomyinae
  - Род Brachytarsomys
    - Brachytarsomys albicauda
    - Brachytarsomys villosa

  - Род Brachyuromys
    - Brachyuromys betsileoensis
    - Brachyuromys ramirohitra

  - Род Eliurus
    - Eliurus antsingy
    - Eliurus carletoni
    - Eliurus ellermani
    - Eliurus danieli
    - Eliurus grandidieri
    - Eliurus majori
    - Eliurus minor
    - Eliurus myoxinus
    - Eliurus penicillatus
    - Eliurus petteri
    - Eliurus tanala
    - Eliurus webbi

  - Род Gymnuromys
    - Gymnuromys roberti

  - Род Hypogeomys
    - Hypogeomys antimena

  - Род Macrotarsomys
    - Macrotarsomys bastardi
    - Macrotarsomys ingens
    - Macrotarsomys petteri

  - Род Monticolomys
    - Monticolomys koopmani

  - Род Nesomys
    - Nesomys audeberti
    - Nesomys lambertoni
    - Nesomys rufus

  - Род Voalavo
    - Voalavo antsahabensis
    - Voalavo gymnocaudus
- Подсемейство Petromyscinae
  - Род Petromyscus
    - Petromyscus barbouri
    - Petromyscus collinus
    - Petromyscus monticularis
    - Petromyscus shortridgei